# Пішьотта
Пішьотта ( Pisciotta,  Pisciotta) — муніципалітет в Італії, у регіоні Кампанія, провінція Салерно.
Пішьотта розташована на відстані близько 310 км на південний схід від Рима, 115 км на південний схід від Неаполя, 75 км на південний схід від Салерно.
Населення — 2669 осіб (2014).

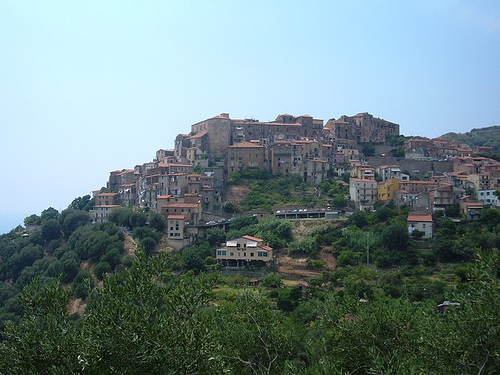

Щорічний фестиваль відбувається 15 червня,14 грудня. Покровитель — святий Віт.

## Демографія
Станом на 1 січня 2023 року в муніципалітеті офіційно проживало 158 іноземців з 27 країн, серед них 92 громадяни країн Євросоюзу та 5 громадян України.

## Сусідні муніципалітети
- Ашеа
- Чентола
- Сан-Мауро-ла-Брука